# تاكاتو ياماموتو
تاكاتو ياماموتو (باليابانية: 山本タカト) (بالروماجي: yamamoto takato) رسام ياباني من مواليد 15 يناير 1960 في محافظة أكيتا، اليابان. خريج جامعة توكيو زوكي الخاصة قسم الرسم. عضو في جمعية رساموا طوكيو، وجمعية أوكييو-إه الدولية.

## أعماله

### كتب
- (باليابانية: 緋色のマニエラ) صدر عام 1998
- (باليابانية: ナルシスの祭壇) صدر عام 2002
- (باليابانية: ファルマコンの蠱惑) صدر عام 2004
- (باليابانية: 殉教者のためのディヴェルティメント) صدر عام 2006
- (باليابانية: ヘルマフロディトゥスの肋骨) صدر عام 2008
- (باليابانية: キマイラの柩) صدر عام 2010
- (باليابانية: ネクロファンタスマゴリア) صدر عام 2012

### كتب إلكترونية
- (باليابانية: 美少年の夜) صدر عام 2001
- (باليابانية: 美少女の夜) صدر عام 2001
- (باليابانية: 怪奇の夜) صدر عام 2001

## روابط أضافية
- الموقع الرسمي لتاكاتو ياماموتو